# 浮羅交怡國際機場
兰卡威国际机场，是一座位于马来西亚吉打州浮罗交怡巴东马士力（Padang Matsirat）的国际机场，距瓜镇市中心约13公里。该机场始建于1991年，并于1993年竣工。目前，该机场已在2018年9月完成扩建工程。在这之前浮罗交怡国际机场曾被日军英军使用。
浮罗交怡国际机场由马来西亚机场控股集团营运，是亚洲航空的运营枢纽之一，也是吉打的两座机场之一，另一座是苏丹阿都哈林机场。至2017年，浮罗交怡机场提供飞往亚洲主要城市的航班，如吉隆坡、新加坡、古晋、深圳市、广州市等。
该机场亦是国际航空航天赛事浮罗交怡海空展（LIMA）的举办地点，并开放予公众参观。
2015年，浮罗交怡国际机场共接待乘客2,336,177人次，而起降架次则共有30,853架次。

## 起降航班及航点

### 國內線
| 航空公司     | 目的地               |
| ------------ | -------------------- |
| 馬來西亞航空 | 吉隆坡               |
| 飛螢航空     | 梳邦、槟城           |
| 亞洲航空     | 吉隆坡、槟城、新山   |
| 马印航空     | 吉隆坡、梳邦、马六甲 |
| 成功航空     | 包機：梳邦           |

### 國際線
| 航空公司     | 目的地                                   |
| ------------ | ---------------------------------------- |
| 亞洲航空     | 新加坡                                   |
| 马印航空     | 昆明、遵義 季節性包機：南京              |
| 酷航         | 新加坡                                   |
| 大灣區航空   | 香港（包機）                             |
| 卡塔尔航空   | 多哈、檳城                               |
| 英国途易航空 | 季節性： 伯明翰、曼徹斯特、倫敦-蓋特威克 |
| 杜拜航空     | 檳城、杜拜                               |

## 轶事
2007年12月2日，浮罗交怡机场在举行海空展时发生意外，其中三名伞兵在参加一项从恐怖分子手中夺回机场的飞行演习中，不慎掉入大海而溺毙。
2014年，克里斯·古德福在连线的一篇文章中提出，马来西亚航空370号班机极大可能是在火灾爆发后试图前往浮罗交怡机场，从而向左转弯。